# Марковићи из Грушића
Марковићи, породица кнеза Илије Марковића, члана Правитељствујушчег совјета за шабачку нахију (од 1805) и председника Великог (Врховног) суда (од 1811), кнеза шабачке нахије (1815) и члана народне канцеларије у Београду, били су до 1806. обор-кнезови поцерске кнежине шабачке нахије.

### Порекло
Марковићи су били породично кнезови поцерски у шабачкој нахији.

### Кнез Илија Марковић
Обор-кнез поцерске кнежине шабачке нахије Илија Марковић био је члан Правитељствујушчег совјета за шабачку нахију од 1805. и председника Великог (Врховног) суда (од 1811), кнеза шабачке нахије (1815) и члан народне канцеларије у Београду, који је као члан српске делегације провео у Цариграду седам година, од 1820. до 1827.
Кнез Илија Марковић у договору са војводом Јаковом Ненадовићем, у време турске офанзиве у западној Србији 1806, пре Мишарске битке, у циљу успоравања турских снага договарао се са њима о сарадњи мачванских и поцерских кнезова и кметова. Кад је Карађорђе дошао у западну Србију кренуо је у Грушић где код куће кнеза Илије Марковића одржавао састанак кнезова и кметова који су започели колаборацију са босанским турским снагама. У Грушићу је по Карађорђевом наређењу убијено неколико кнезова и кметова који су сарађивали са Турцима. Да би спасао живот кнезу Илији Марковићу, Цинцар-Јанко Поповић је, у договору са војводом Јаковом Ненадовићем стигао у Грушић пре Карађорђа и на време склонио кнеза Илију Марковића. Међутим, у уверењу да је кнез Илија Марковић сарадник турских власти, Карађорђе га је у одсуству развластио и на место војводе поцерксе кнежине шабачке нахије поставио дотадашњег писара кнеза Илије, Милоша Стојићевића Поцерца. Касније кнез Илија заузима одговорне и високе положаје у Србији, али није могао да добије натраг своју кнежину. Покушај да поврати кнежину у договору са војводом Луком Лазаревићем завршио је неуспехом и Карађорђевом оштром ракцијом.
Кнез Илија се 1815. вратио из Аустрије где је избегао 1813, и учествовао је у Другом српском устанку. Кнез Милош поставио га за кнеза шабачке нахије 1815, после члан народне канцеларије у Београду. Седам година боравио је у Цариграду као члан српске депутације која је насилно задржана у Цариграду због грчког устанка од 1820. до 1827.
Кнез Илија Марковић имао је сина Ђуку Марковића, поцерског капетана.

### Капетан Ђука Марковић
Поцерски капетан Ђука Марковић, председник шабачког окружног суда, учествовао је у Другом српском устанку у бици на Дубљу.
Капетан Ђука Марковић имао је синове Антонија, Уроша и Косту (студент Лицеја 1850).

#### Урош Ђ. Марковић (рођ. 1812)
Урош Ђ. Марковић (рођ. 1812), чиновник, је са са женом Јеленом (рођ. 1817) имао сина Илију (рођ. 1851) и кћерке Надежду (рођ. 1853)  и Сару (рођ. 1855).

##### Илија У. Марковић  (рођ. 1851)
Илија У. Марковић  (рођ. 1851) је син Уроша Ђ. Марковића

### Капетан Антоније Ђ. Марковић
Пешадијски капетан Антоније Марковић, син поцерског капетана Ђуке Марковића и унук кнеза Илије Марковића, био је срески начелник среза јадранског у подринском округу.
Има потомства.